# Slightly Mad Studios
Slightlу Mad Studios — компания-разработчик компьютерных игр, размещённая в Лондоне, Великобритания. Создана в 2009 году основателем Blimey! Games и SimBin Studios Иэном Беллом (англ. Ian Bell).

## История компании
История студии берёт начало в 2001 году, когда Иэн Белл начал создавать модификации для игры F1 2002. Команда разработчиков, созданная под его руководством, называлась SimBin Development Team. Эта команда создала несколько легендарных модификаций, среди которых GTR v.2, GTR v.3 и GTR2000. Однако Иэн решил на этом не останавливаться, ему удалось связаться с одним из гонщиков серии FIA GT Хенриком Рузом (англ. Henrik Roos). В 2003 году они вместе зарегистрировали уже полноценную игровую студию под названием SimBin Development Team AB. Штат студии постоянно рос: если при основании компании в студии числились лишь 25 человек, то к концу 2004 года их уже было более сорока, а к концу 2006 года — более 60. Кроме того, компании удалось получить лицензию на создание игры о чемпионате FIA GT.
В 2005 году свет увидела первая полноценная игра студии GTR — FIA GT Racing Game. Игра сразу стала эталоном жанра симуляторов и завоевала сердца тысяч поклонников симрейсинга. Издателем игры выступила компания 10Tacle Studios AG, а помогала ей в этом Electronic Arts. Спустя полгода после мирового релиза вышла GT Legends, которая укрепила позиции компании на рынке автосимуляторов. Однако не всё было так гладко, как могло показаться на первый взгляд. Хенрик Руз настаивал на расширении деятельности SimBin, тогда как Иэн Белл считал, что единственным направлением деятельности студии должна быть лишь разработка игр. Так и не придя к общему мнению, Иэн Белл ушёл из компании SimBin и основал новую компанию — Blimey! Games. Его примеру последовали и все те, кто был в SimBin с момента основания. В феврале 2006 года контрольный пакет акций Blimey! Games был выкуплен компанией 10Tacle Studios AG. Сентябрь 2006 года ознаменовался великим событием для мира симрейсинга — вышла GTR2 — FIA GT Racing Game. Несмотря на то, что на коробке с игрой в качестве разработчика был указан SimBin, фактически разработкой занималась Blimey! Games. Спустя пару месяцев 10Tacle Studios приобрела лицензию на разработку игры про Ferrari, причём одним из условий являлось то, что в качестве разработчика будет выступать Blimey! Games.
Год спустя, 11 сентября 2007 года, студия выпустила бесплатную BMW M3 Challenge, сделанную по заказу немецкой компании для поддержки новой модели. Несколько месяцев спустя было объявлено о разработке ещё одного проекта Kart Attack. Однако в августе 2008 года 10Tacle Studios объявила себя банкротом. Несмотря на заявления Иэна Белла, что Blimey! Games достаточно сильны, чтобы продолжать разработку своих проектов, в начале января 2009 года было объявлено о банкротстве студии. Все права Blimey! Games вместе с её штатом сотрудников перешли ко вновь созданной Slightly Mad Studios. 30 января было объявлено о работе над Need For Speed: Shift. Игра была выпущена на платформах PC, Xbox 360 и PlayStation 3 15 сентября 2009 года. Продолжение игры было анонсировано в ноябре 2010 года под названием Shift 2: Unleashed, игра была выпущена в марте 2011 года.
Компания использует распределенную структуру разработки, когда разработчики живут по всему миру и работают удаленно. Slightly Mad занял 17-е место среди самых успешных разработчиков в списке 100 разработчиков за 2010 год.
В 2012 году компания выпустила Test Drive: Ferrari Racing Legends, в которой основное внимание уделяется истории Ferrari в Формуле-1, ралли и спортивным автомобилям.
В 2015 году Slightly Mad запустила Project CARS, гоночный симулятор, разработанный сообществом. В 2017 году Slightly Mad Studios выпустила продолжение Project CARS 2. Project CARS участвовал в профессиональных соревнованиях по видеоиграм, проводимых ESL с 2015 по 2018 год.
2 января 2019 года генеральный директор и основатель Slightly Mad Studios Ян Белл объявил через Twitter, что компания будет создавать собственную игровую консоль, которая будет называться Mad Box. Белл заявил, что консоль будет «самой мощной консолью из когда-либо созданных», заявив, что она сможет запускать игры с разрешением 4K со скоростью до 120 кадров в секунду и будет поддерживать большинство основных гарнитур виртуальной реальности со скоростью 60 кадров в секунду на каждый глаз. Считается, что консоль должна быть эквивалентна «очень быстрому ПК через 2 года». В дополнение к своей консоли Bell объявила, что компания предоставит разработчикам бесплатный доступ к своему собственному игровому движку для разработки игр для своей консоли. В настоящее время компания не намерена выпускать эксклюзивные игры для своей консоли.
25 мая 2019 года было объявлено, что в грядущей гоночной игре Automobilista 2, разработанной Reiza Studios, будет использоваться движок Madness, разработанный Slightly Mad Studios и используемый для Project CARS 2, затем игра была выпущена годом позже, в конце июня. Slightly Mad Studios была приобретена Codemasters в ноябре 2019 года примерно за 30 миллионов долларов США. Сюда входят права на серию Project CARS и еще не анонсированную игру. 28 августа 2020 года Slightly Mad Studios выпустила Project CARS 3, через три недели после того, как издатель запустил Fast & Furious Crossroads.
В феврале 2021 года Codemasters, в свою очередь, была приобретена Electronic Arts. Slightly Mad Studios разработала бесплатную мобильную игру Project CARS, Project CARS Go, которая была выпущена Gamevil в марте 2021 года. Игра была снята с продажи в октябре того же года, после чего её сервисы были отключены в Ноябрь. Также в октябре Белл покинул студию. Согласно Electronic Arts, Project CARS и Project CARS 2 были сняты с продажи в 2022 году, поскольку истек срок действия лицензий на треки и автомобили. 8 ноября 2022 года издатель объявил о прекращении выпуска серии игр Project CARS и переезд сотрудников Slightly Mad Studios в другие проекты. Белл предложил нанять пострадавших сотрудников в свою новую компанию Mildly Annoyed Games.

## Игры
| Год  | Игра                               | Издатель                   |
| ---- | ---------------------------------- | -------------------------- |
| 2009 | Need for Speed: Shift              | Electronic Arts            |
| 2011 | Shift 2: Unleashed                 | Electronic Arts            |
| 2012 | Test Drive: Ferrari Racing Legends | Rombax Games               |
| 2015 | Project CARS                       | Bandai Namco Entertainment |
| 2016 | Red Bull Air Race: The Game        | Wing Racers Sports Games   |
| 2017 | World of Speed                     | Mad Dog Games LLC          |
| 2017 | Project CARS 2                     | Bandai Namco Entertainment |
| 2020 | Fast & Furious Crossroads          | Bandai Namco Entertainment |
| 2020 | Project CARS 3                     | Bandai Namco Entertainment |
| 2021 | Project CARS Go                    | Gamevil                    |